# Robert Gonçalves Santos
Robert Gonçalves Santos és un futbolista brasiler que juga com a migcampista pel Fluminense en el Campionat brasiler de futbol a la Série A. Va jugar com a cedit al FC Barcelona amb una opció de compra de 7M €.